# Oxybelis brevirostris
Oxybelis brevirostris — вид змій роду Гостроголова змія (Oxybelis) родини вужеві.

## Поширення
Вид зустрічається у тропічних лісах Гондурасу, Нікарагуа, Коста-Рики, Панами, Колумбії, Еквадору.

## Спосіб життя
Мешкає в кронах дерев. Живиться комахами, жабами, дрібними ссавцями.